# Malawis damlandslag i volleyboll
Malawis damlandslag representerar Malawi i volleyboll på damsidan. Laget deltog i kvalet till VM 2014.